# 팬트리

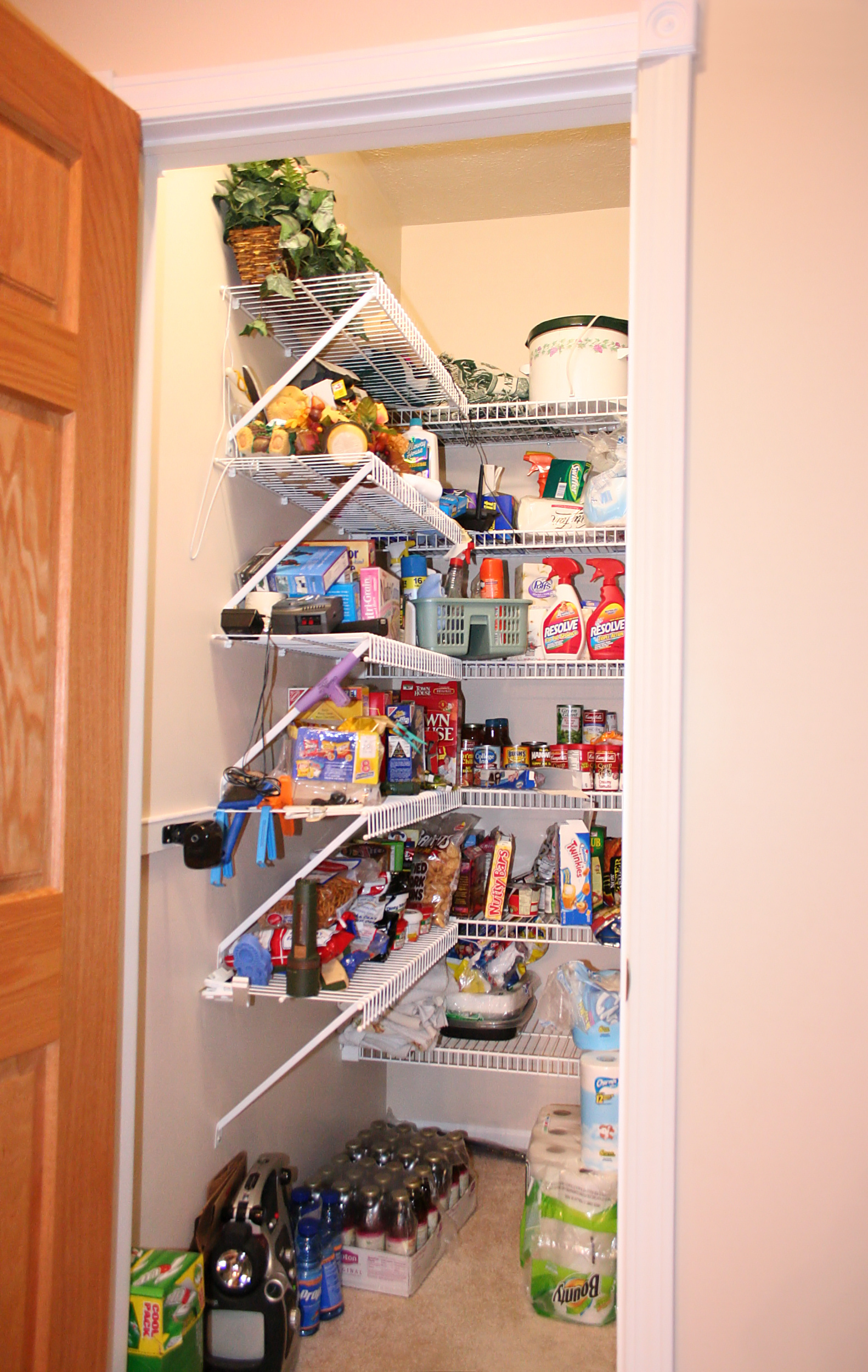
요리하기 전 식품을 저장하는 팬트리

팬트리(pantry)는 음료, 음식, 일부 접시 종류, 청소용 약품, 식탁보, 식재료 등을 보관하는 장소이다. 음식과 음료를 보관하는 팬트리는 부엌 주변에 있다. "팬트리"의 어원은 고대 프랑스어의 paneterie에서 유래하고 이 단어는 pain에서 파생됐는데 라틴어 panis의 프랑스어 형태이며 "빵"을 의미한다.

## 유럽과 미국 역사의 팬트리

### 중세 후기
중세 후기에 다용도실은 식품 저장고의 역할도 했다. 팬트리에서 빵을 보관하고 음식과 한상을 차렸다. 이 공간의 책임자를 팬틀러(pantler)라 불렀다. 이와 유사한 식품 저장고는 베이컨 및 고기 저장고(larder), 술 저장고(buttery, 오크통을 벗(butt)이라 했는데 이를 저장하기도 했다), 주방이 있다.

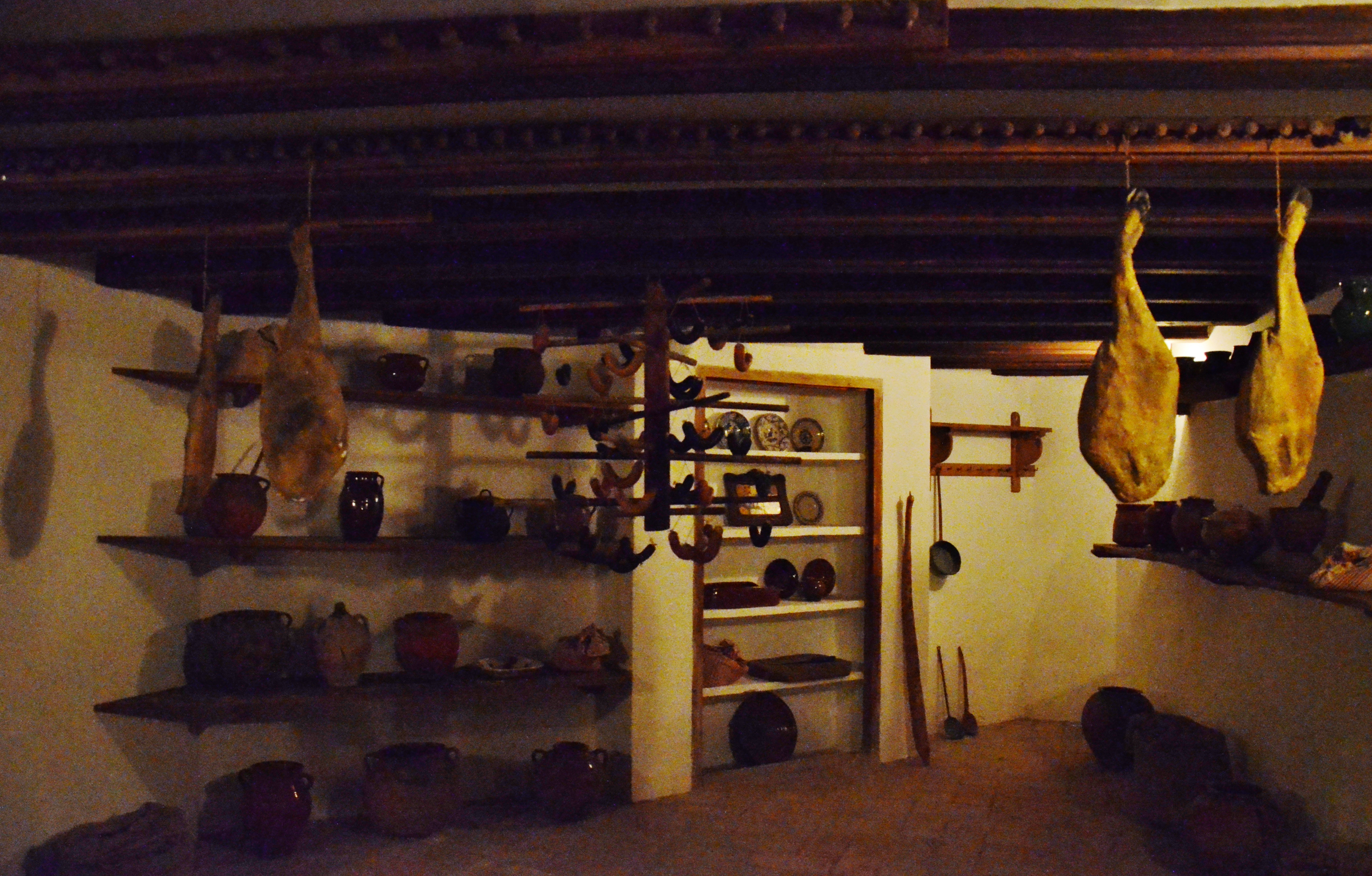
빌라노바 이 라 헬트루의 캔 파피올 낭만주의 박물관(Museu Romàntic Can Papiol)에 있는 19세기 팬트리

### 미국 식민지 시대
미국의 팬트리는 식민지 미국의 식품 저장고(butteries, 표기와 발음은 "butt'ry"를 더 자주 썼다)가 변화한 것인데 당시에는 주택의 북쪽 서늘한 모퉁이에 농부의 구미에 맞게 다양하게 지은 것이었다. 집사의 팬트리 혹은 중국식 팬트리는 식당과 주방 사이에 지어졌고 영국이나 미국의 중산층 가정 특히 19세기 후반에서 20세기 초의 모습이 그랬다. 노스캐롤라이나주 애쉬빌의 빌트모어 대저택이나 오하이오주 아콘의 스탠 하야트 홀과 같은 대저택은 영국의 "대저택" 유행을 반향해 거대하고 빽빽하게 들어선 팬트리와 가정용 "집무실"을 포함했다.

### 빅토리아 시대
빅토리아 시대까지 영국의 저택과 주택단지는 상을 차리고 치우기 위한 독채를 두었다. 부억에서 요리를 하고 음식 저장고(storeroom)에 보관했다. 요리하기 전 식재료는 고기 창고에서 준비하고 접시의 종류나 지저분한 정도에 따라 부엌방(scullery)이나 팬트리에서 설거지했다. 부엌방은 수도와 대야가 갖춰지자 생선 손질과 날고기를 써는 등 음식 손질 때문에 지저분해졌다. 도기 그릇이나 유리 그릇, 은식기류와 같은 식기는 팬트리에 보관했다. 식기를 세척하는 나무 대야 테두리를 둘러 씻는 동안 도기나 유리그릇을 빠져나가지 않게 가두었다. 몇몇 중산층 가정에서 다용도 대형 목재 팬트리(pantry)는 고기 창고(larder), 찬장(cupboard), 음식 저장고(storeroom)라 불린다.

### 오늘날의 팬트리
미국과 영국 가정에서 팬트리는 가정용 살림살이로 1990년도 후반에 다시 사용했다. 현대식 주택 안 부엌이 어느 시대보다도 크지만 오늘날 미국 가정에서 빠져서는 안될 집기의 하나이다. 실용적이고 다용도일 뿐만 아니라 팬트리의 디자인과 팬트리의 향수로 수요가 크다.
오늘날 통조림 같이 장기 보관 식품을 두는 크기가 작은 저장고와 부엌 뿐만 아니라 지하실도 모두 팬트리라고 불린다.

## 팬트리의 분류

### 아시아의 팬트리
아시아의 부엌은 서양의 그것보다는 다양하다. 팬트리는 대게 부엌에서 목재 수납장으로 기능한다. 예를 들어 일본에서 부엌 수납장은 미추야 탄수라고 불린다. 일본식 수납장이나 기타 목재 제품을 만드는 전통으로 오랜 세월 동안 많은 제품이 만들어졌고 도쿠가와 시대에 정착한다. 탄수(서랍장 혹은 수납장)는 아주 다양하게 제작했고 하나하나 용도에 맞추어 만들었다.
특정한 시대에 유행을 하여 다양한 기능을 하던 후지어 수납장과 발상이 매우 비슷하다.

### 식기실

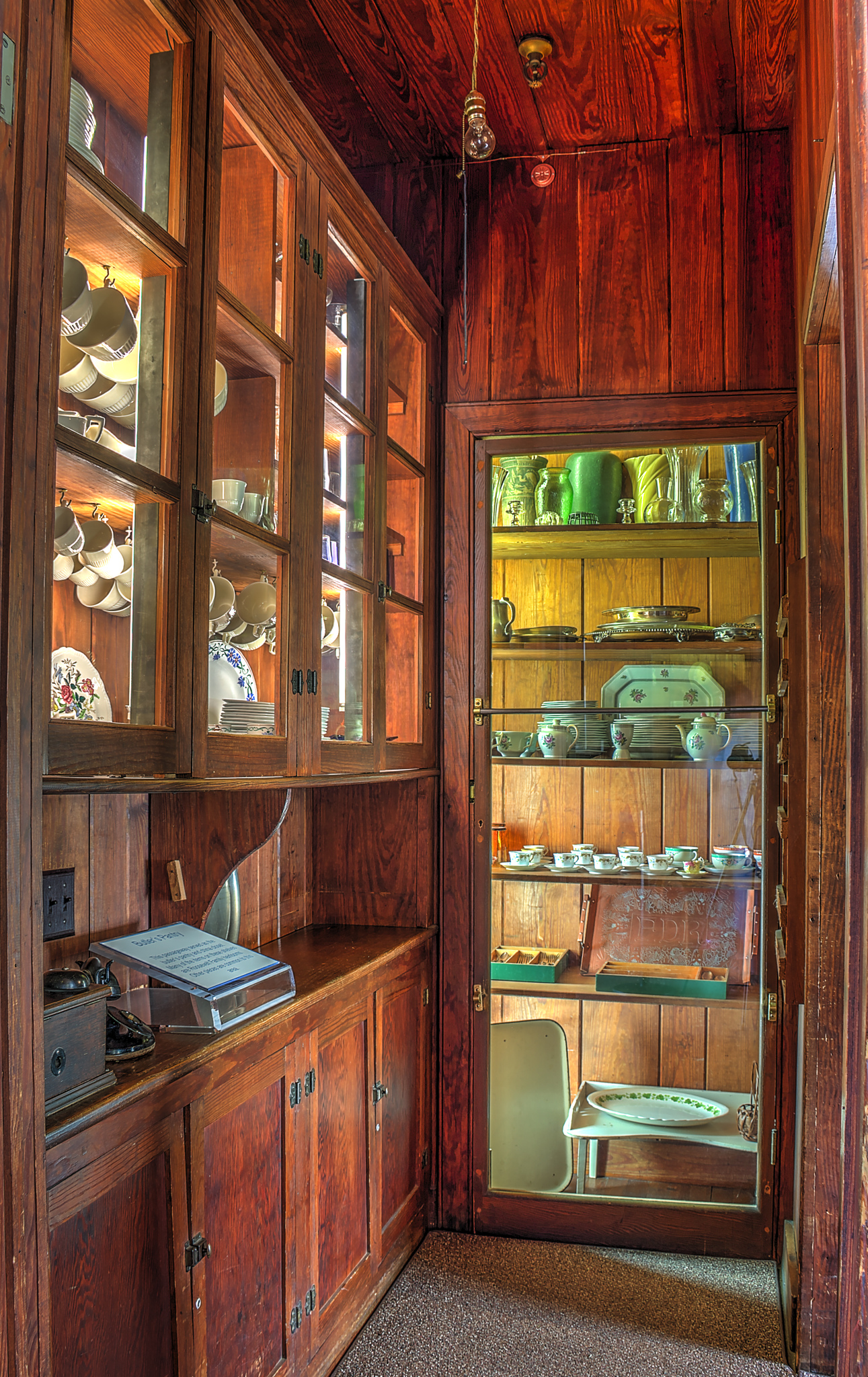
리틀 라인 하우스(Little White House)의 버틀러 팬트리

식기실(butler's pantry) 혹은 접대용 팬트리(serving pantry)라 불리는 다용도실은 저택에서 식품보다 접대용 식기를 주로 보관한다. 식기실은 예전부터 세척을 하고 장부를 쓰거나 은식기를 보관했고 유럽에서는 집사가 팬트리에서 수면을 해결하며 잠겨진 은식기 보관함을 지키는 일을 했다. 상인의 회계장부나 와인 거래목록 등도 보관했을 것이다. 집사나 가정 도우미 등이 머물며 일하는 예전과 달리 오늘날은 가정에 집사가 없어도 버틀러의 팬트리라고 부른다.
현대식 주택에서 식기실은 부엌과 식사 장소 사이에 자리잡는 것이 보통이다. 식기실에는 주방조리대와 양초, 접대용 식기, 식탁보, 와인, 기타 장식을 보관한다. 식기세척기, 냉장고, 싱크대를 추가로 설치하기도 한다.

### 냉장 팬트리

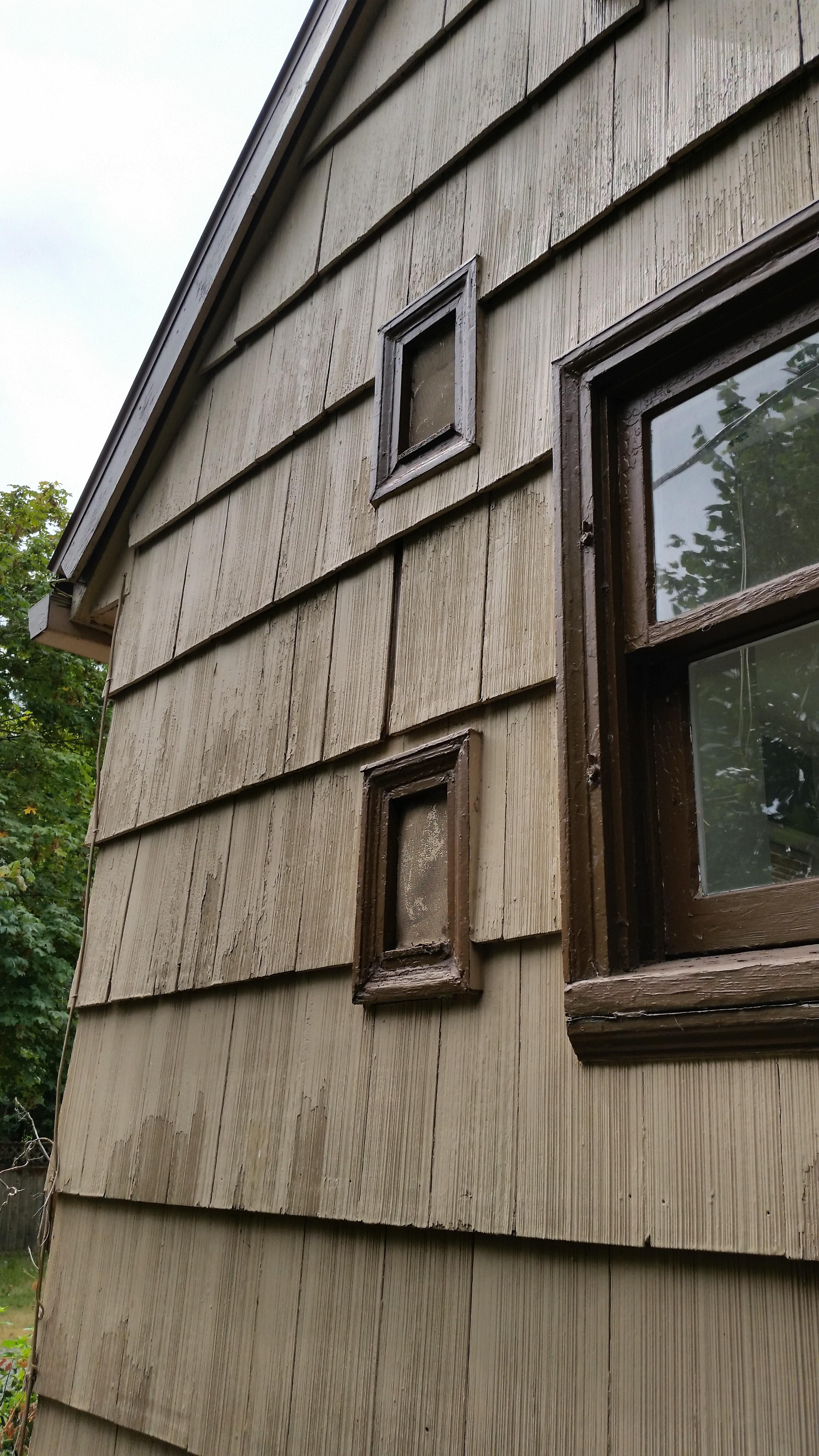
냉장 팬트리 외부 통풍구

버터, 달걀, 우유 등의 식품은 차게 보관해야 한다. 냉장고가 개발되기 전에는 아이스박스가 유명했다. 아이스박스는 저장공간은 넉넉한데 실제로 냉장하는 공간이 적다는 문제점이 있어 "냉장 팬트리"나 가끔 "캘리포니아 냉장실"이라 불리는 기발하고 유용한 장소를 발명한다.  냉장 팬트리는 (공기 순환을 위해) 목재 합판으로 층을 나눈 목재 수납장 및 찬장이다. 위쪽은 외부와 통하게 구멍이 나 지붕이나 벽면의 윗부분을 연결한다. 두 번째 구멍도 또한 외부와 연결됐지만 찬바람이 드는 북향 벽 아래를 연결한다. 따뜻한 공기가 팬트리를 통해 들어오면 상승하여 위쪽 환풍구로 빠져나간다. 이번에는 찬 공기가 아래쪽 환풍구로 빨려들어와 지속적으로 찬공기가 돈다. 여름에 냉장 팬트리의 온도는 대게 주택 주변 온도보다 수도가량 밑도는 반면 겨울에 냉장 팬트리의 온도는 주택 내부의 온도보다 상당히 낮다.
냉장 팬트리는 식품을 저장하는 최고의 공간으로 냉매가 필요하지 않다. 빵, 버터, 치즈케익, 달걀, 패스츄리, 파이 등을 냉장 팬트리에서 흔히 보인다. 야채는 지하 저장고에서 소량 보관하다 꺼내어 요리하기 전까지 냉장 팬트리에 보관한다. 고가의 아이스박스에 더불어 냉장 팬트리는 신선한 과일을 시원하게 보관했다.

### 후지어 수납장
1900년대 초반에 인디애나주 뉴캐슬에 위치한 후지어 제작회사(Hoosier Manufacturing Company)가 개발하여 1930년대에 들어서 유명해진 후지어 수납장은 다른 회사들이 모방하기 시작해 미국 부엌의 필수 세간이 된다. "음식 창고와 부엌에 팬트리"("pantry and kitchen in one")라는 카피로 후지어회사는 많은 수납 공간과 조리대를 만들어 제공하였고 이는 편리하고 유용한 수납장으로 부엌에 안성맞춤이었다. 카탈로그와 독특한 판매 전략으로 전원 생활을 하는 주부층에게 판매했다. 오늘날에도 후지어 수납장은 가정에 인기 품목으로 전국에서 만들어지곤 한다.

## 관련 서적
초기에 기록은 19세기 중후반 가정학(domestic science, home economics)이 유행하던 시대에 팬트리를 닦고 관리하고 청소하는 방법을 다루는 장에서 발견된다. 저명한 작가인 캐서린 E. 비처(Catharine E. Beecher)와 헤리어트 비처 스토우(Harriet Beecher Stowe)는 미국 여자의 집(The American Woman's Home)(1869)에서 수납도 하고 선반도 있는 부엌 팬트리를 낱낱히 소개했다. 팬트리는 19세기 후반까지도 미국 가정에 알려지지 않았는데 전쟁이 끝나고 나서야 바닥부터 천장 바로 밑에 들어서는 수납장을 사용했다. 빅토리아 시대에 걸쳐 제2차 세계 대전이 끝날 무렵 주택 구조가 격변하면서 팬트리는 미국 가정의 필수 장소가 됐다. 오늘날 심지어 미국 식민 시대에도 부엌은 작으면서 실용적이며 가정적이지는 않더라도 종종 구색을 잘 갖췄기 때문이다. 팬트리는 빌트인 수납장과 찬장, 주방조리대가 갖춰져 조리에 매우 중요했다.
행복한 황금기(These Happy Golden Years)의 마지막 장에 로라 잉겔스 빌더(Laura Ingalls Wilder)는 사우스다코타주 드스멧에서 알만조 빌더(Almanzo Wilder)가 그들의 첫 보금자리에 지은 팬트리를 묘사한다. 지면에서 전원의 팬트리를 자세히 묘사하면서 로라는 처음으로 자신의 결혼 생활을 돌아보고 새로운 집을 찾는 여행을 계속한다.
팬트리를 서리하는 모습은 종종 아동문학 소재나 20세기 초반 광고로 쓰인다. 문학작품에서 가장 유명한 일화는 마크 트웨인의 톰 소여의 모험에서 주인공이 팬트리에서 폴리 이모의 잼을 가져가려던 장면인데 톰소여는 벌로 울타리를 칠해야 했다.

## 같이 보기
- 식품 저장고
- 지하 저장실
- 팬트리 상자
- 다용도실
- 알파룸

## 읽을 거리
- Pond, Catherine Seiberling (2007). 《The Pantry: Its History and Modern Uses》. Salt Lake City: Gibbs Smith. ISBN 1-4236-0004-5.